# Oxilus fuliginosus
Oxilus fuliginosus là một loài bọ cánh cứng trong họ Cerambycidae.